# Нерпелт
Нерпелт (на нидерландски: Neerpelt) е селище в Североизточна Белгия, окръг Маасейк на провинция Лимбург. Намира се на границата с Нидерландия, на 30 km северозападно от град Маасейк. Населението му е около 16 100 души (2006).